# Макуа
Макуа (вамакуа, маква, макоане, нгуру) — народ у південній частині Африки, який проживає в Мозамбіці, Малаві, Танзанії, ПАР і Зімбабве.

## Місце проживання
Народ групи банту в центральних районах Мозамбіка (на південь від річки Луженда до низин річки Замбезі) і в сусідніх районах Малаві і Танзанії. Макуа близькі ломве (західні макуа), нгулу (східні макуа), чуабо. Етноніми: вамакуа, маква, макоане, нгуру.

## Чисельність
У Мозамбіку 6,9 млн осіб, Малаві 1,3 млн осіб, Танзанії 300 тис. осіб. Невеликі групи живуть також у ПАР (15 тис. осіб) і Зімбабве (25 тис. осіб). Загальна чисельність 8 550 000 осіб.

## Мова
Імакуа (макуа, макува); діалекти: медо, ломве.

## Релігія
Зберігають традиційні вірування, є мусульмани-суніти і християни, переважно католики. У внутрішніх районах Мозамбіку зберігаються культи духів природи (обряди викликання дощу тощо), магія.

## Традиційні господарські заняття
Підсічно-вогневе ручне землеробство (маніок, сорго, рис, бобові, банани), розведення дрібної рогатої худоби та птиці, полювання, рибальство; велику роль відіграє відхіництво на плантації, рудники і в міста. З ремесел розвинені різьблення по дереву, плетіння з волокон пальми рафії з геометричними візерунками червоного і чорного кольору.

## Традиційна соціальна організація
Макуа поділялися на родо-племінні групи з матрилінійним відліком спорідненості. Сім'я велика. Шлюб матрилокальний. Основу суспільства становлять сільські громади.

## Традиційне житло
Більшість макуа живе в невеликих селах кругового планування. Хатини круглі, з високими конічними дахами з соломи і пальмового листя, господарські будівлі сплетені з гілок і обмазані глиною. У приморських районах поширені прямокутні будинки з двосхилими дахами. Садиби обнесені глухими огорожами. Частина макуа живе в містах, займається ремеслами і торгівлею.

## Традиційний одяг
Запозичений у суахілі: галабея, штани, сандалі і орнаментована бавовняна шапка — у чоловіків, яскрава накидка і довга сукня — у жінок (Лукін 1998: 36). У сільській місцевості — одяг з одного шматка одноколірної тканини, що прикриває тіло від пояса до колін, у чоловіків і двох шматків (поясного і нагрудного) — у жінок.

## Традиційна їжа
Рослинна (каші із роздроблених зерен з овочевою підливою), риба.